# Syngnathus watermeyeri
Syngnathus watermeyeri é uma espécie de peixe da família Syngnathidae.
É endémica da África do Sul.